# Autoba distincta
Autoba distincta là một loài bướm đêm trong họ Erebidae.